# Монестроль
Монестро́ль (фр. Monestrol, окс. Monestròl) — коммуна во Франции, находится в регионе Юг — Пиренеи. Департамент — Верхняя Гаронна. Входит в состав кантона Найу. Округ коммуны — Тулуза.
Код INSEE коммуны — 31354.

## География
Коммуна расположена приблизительно в 620 км к югу от Парижа, в 36 км к юго-востоку от Тулузы.

## Климат
Климат умеренно-океанический. Зима мягкая и снежная, весна характеризуется сильными дождями и грозами, лето сухое и жаркое, осень солнечная. Преобладают сильные юго-восточные и северо-западные ветры.

## Население
Население коммуны на 2010 год составляло 60 человек.
| 1962 | 1968 | 1975 | 1982 | 1990 | 1999 | 2010 |
| ---- | ---- | ---- | ---- | ---- | ---- | ---- |
| 83   | 76   | 72   | 80   | 60   | 55   | 60   |

## Экономика
В 2010 году среди 40 человек трудоспособного возраста (15—64 лет) 27 были экономически активными, 13 — неактивными (показатель активности — 67,5 %, в 1999 году было 64,1 %). Из 27 активных жителей работали 26 человек (14 мужчин и 12 женщин), безработным был 1 мужчина. Среди 13 неактивных 3 человека были учениками или студентами, 5 — пенсионерами, 5 были неактивными по другим причинам.

## Достопримечательности
- Церковь Св. Петра